# Morro da Borússia
 (mai 2018).
Le Morro da Borússia, ou Morro Osório, est une colline du Brésil située dans la ville gaucho d'Osório. Au sommet de la colline se trouvent un point d'observation et des antennes de télévision et de radio FM.
Le Morro da Borússia se trouve dans une aire de conservation d'une superficie de 6 900 hectares et d'une altitude allant de 50 à près de 400 mètres.

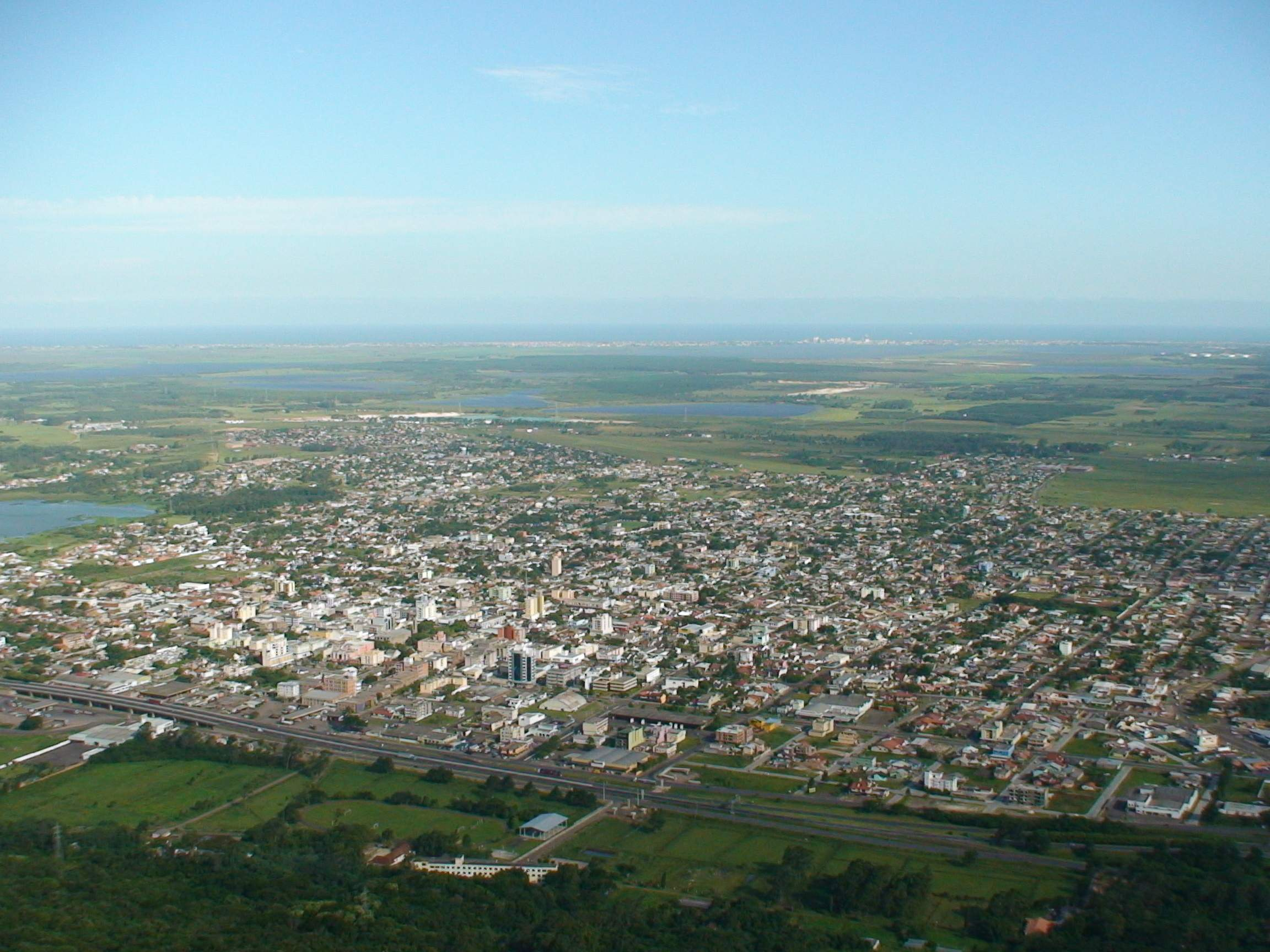
Vue depuis la colline.
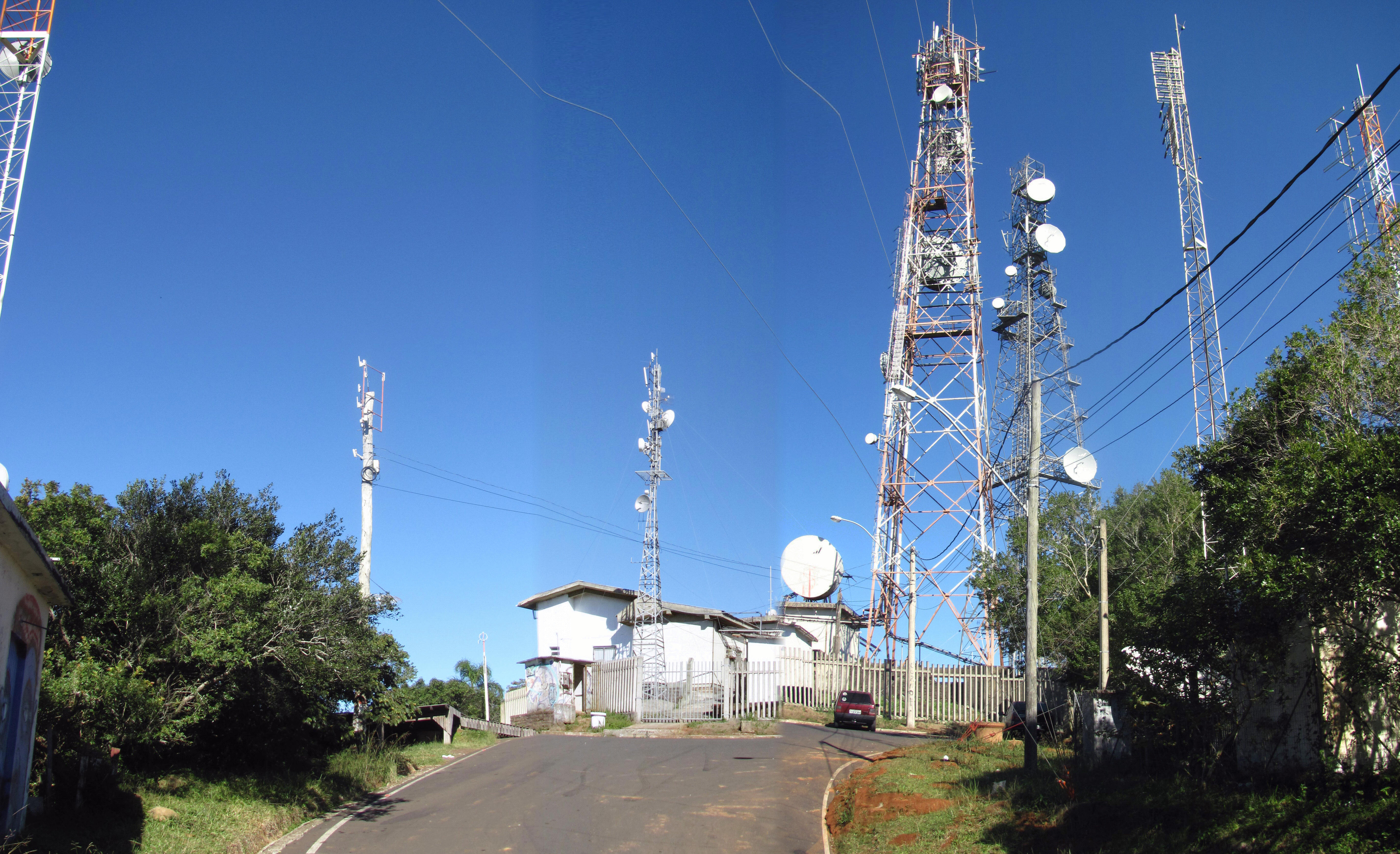
Les antennes du Morro da Borússia.